# Старобудский сельсовет
Старобудский сельсовет (бел. Старабудскі сельсавет; до 1996 г. — Недойский) — упразднённая административная единица на территории Буда-Кошелёвского района Гомельской области Республики Беларусь.

## История
В состав Недайского сельсовета входили до 1930 года посёлок Длинные, до 1936 года посёлок Новая Недойка, посёлок Покровский, до 1955 года посёлок Новые Рельсы, до 1969 года посёлки Новая Семёновка, Яновка.
16 декабря 2009 года Старобудский сельсовет упразднён. Территория упразднённого сельсовета, в том числе деревни Старая Буда, Недойка, Еленец, поселки Боец, Борок, Долина, Левады, Осовок, Восход, Подчистое, Светлый, Соловьёв, Ясмень, включены в состав Губичского сельсовета.

## Состав
Старобудский сельсовет включал 17 населённых пунктов:
- Боец — посёлок
- Борок — посёлок
- Восход — посёлок
- Долина — посёлок
- Еленец — деревня
- Левады — посёлок
- Недойка — деревня
- Осовок — посёлок
- Подчистое — посёлок
- Светлый — посёлок
- Соловьёв — посёлок
- Старая Буда — деревня
- Ясмень — посёлок
- Ясная Поляна — посёлок

Упразднённые населённые пункты:
- Красный Свет — посёлок
- Марьино Поле — посёлок
- Новый Свет — посёлок